# 豊橋市立五並中学校
豊橋市立五並中学校（とよはししりついなみちゅうがっこう）は愛知県豊橋市にある公立中学校である。

## 概要
クラス数4クラス、生徒数約90名の小規模校である。連凧揚げは1985年（昭和60年）から続いており、1998年（平成10年）に15,585枚を記録を達成し、ギネス記録となっている。

## 沿革
- 1947年（昭和22年）4月 - 二川町立五並中学校創立。
- 1955年（昭和30年）3月 - 豊橋市への合併で、豊橋市立五並中学校となる。
- 1997年（平成9年） - 連凧揚げ世界記録（12,677枚）達成。
- 1998年（平成10年）11月 - 連凧揚げ2年連続世界記録（15,585枚）達成。

## 主な行事
- 連凧揚げ - 小島海岸で実施。世界記録を保持している。

## 校区
細谷、小沢の両小学校区

## 所在地
- 愛知県豊橋市細谷町北芋ヶ谷30-44